# Ryan Hall (Rugbyspieler)
Ryan Hall (* 27. November 1987 in Leeds) ist ein englischer Rugby-League-Spieler. Er spielt für die Leeds Rhinos in der Super League und für die englische Nationalmannschaft. Mit Leeds gewann er bisher fünfmal das Super League Grand Final sowie zweimal den Challenge Cup.

## Beginn der Karriere
Hall spielte anfangs für den Amateurverein Oulton Raiders, wo er von John Daly, dem damaligen Trainer von Leeds, entdeckt wurde. Er absolvierte 8 Spiele für das "Junior Academy Team" von Leeds, bevor er in das "Senior Academy Team" kam. Er absolvierte 11 Spiele und legte 3 Versuche, unter anderem auch einem im Finalsieg gegen den Hull FC.

## Professionelle Karriere
Halls Debüt in der Super League war während Leeds umstrittenem 42:38-Sieg gegen Bradford während des Magic Weekend 2007. 2 Wochen später war er das erste Mal Teil der Startformation. In der gesamten Saison absolvierte er 9 Spiele und legte 3 Versuche. Am Super League Grand Final 2007, in dem Leeds 33:6 gegen St Helens gewann, nahm er nicht teil.
2008 absolvierte er 16 Spiele und legte 9 Versuche, unter anderem auch einen im Super League Grand Final 2008, in dem Leeds 24:16 gegen St Helens gewann.
2009 wurde er ein regulärer Teil der Startformation und gewann mit Leeds erneut das Grand Final 18:10 gegen St Helens. Mit 31 Versuchen in 30 Spielen war er am Ende der Saison der Spieler mit den meisten Versuchen. Er wurde zum Young Player of the Year ernannt und ihm wurde von der RLIF, dem Rugby-League-Weltverband, der Rookie of the Year Award verliehen.
2010 legte er 31 Versuche in 33 Spielen und wurde das zweite Jahr in Folge in das Super League Dream Team gewählt. Er nahm mit Leeds an der World Club Challenge 2010 und dem Challenge-Cup-Finale teil, beide Spiele gingen verloren.
Mit England nahm er an den Four Nations 2010 teil, allerdings musste er während des Spiels gegen Neuseeland wegen einer Verletzung aus dem Spiel genommen werden und konnte erst im letzten Spiel gegen Papua-Neuguinea wieder antreten.
2011 gewann er mit Leeds das Super League Grand Final 32:16 gegen St Helens und legte zwei Versuche im Challenge-Cup-Finale gegen die Wigan Warriors, dass 28:18 für Wigan ausging. Mit England nahm er erneut an den Four Nations teil und legte zwei Versuche gegen Australien.
2012 gewann Leeds die World Club Challenge gegen die Manly-Warringah Sea Eagles, wobei Hall zwei Versuche legte. Er gewann mit Leeds erneut die Super League und wurde aufgrund seiner Leistung als "The World's Best Winger" ausgezeichnet.
2013 nahm er mit England an der Rugby-League-Weltmeisterschaft teil. Er legte 8 Versuche in 5 Spielen und wurde in das RLIF Team of the Year gewählt.
2014 unterzeichnete er einen neuen Fünfjahresvertrag mit Leeds. Er gewann mit Leeds das Challenge-Cup-Finale gegen die Castleford Tigers 23:10, wobei er 2 Versuche legte und die Lance Todd Trophy als Man of the Match gewann. Zudem nahm er mit England erneut an den Four Nations teil und war mit drei Versuchen der Spieler mit den meisten Versuchen.

## Titel und Erfolge
- Super League: 2008, 2009, 2011, 2012, 2015
- Challenge Cup: 2014, 2015
- World Club Challenge: 2012
- Super League Dream Team: 2009, 2010, 2012, 2014
- Lance Todd Trophy: 2014